# 亚眠 (地区)
亚眠，或按其作为亞眠的形容词形式的名称音译作亚眠努瓦、阿米耶努瓦，是法国的一个传统地区，位于今索姆省的中部，是上皮卡第的一部分。 
加洛林王朝时期，亚眠地区建成了一个伯国，该伯国包含现在的孔蒂、皮卡第地区普瓦、杜朗、皮基尼和吕邦普雷。

## 名称中带有“亚眠地区”的市镇
目前索姆省有4个市镇的名称中带有“亚眠地区”： 
- 亚眠地区阿舍
- 亚眠地区康
- 亚眠地区桑
- 亚眠地区沃

## 资料来源
- P. Lami - « (Résumé de) l'histoire de la Picardie », 326 pages (1825, reprint Les Éditions du Bastion 1998)
- Marie-Nicolas Bouillet  et Alexis Chassang (dir.), « Amiénois » dans Dictionnaire universel d’histoire et de géographie, 1878 (lire sur Wikisource)